# Diversitat genètica
La diversitat genètica és un nivell de la biodiversitat que es refereix al nombre total de característiques genètiques de la composició genètica d'una espècie. Es distingeix de la variabilitat genètica, que descriu la tendència de les característiques genètiques a variar.
El camp científic de la genètica de poblacions inclou diverses hipòtesis en relació amb la diversitat genètica. La teoria neutralista de l'evolució postula que la diversitat és el resultat de l'acumulació de substitucions neutres. La selecció diversificant és la hipòtesi que dues subpoblacions d'una mateixa espècie viuen en ambients diferents que afavoreixen al·lels determinats en un lloc particular. Això pot tenir lloc, per exemple, si l'espècie té un àmbit de distribució gran amb relació a la mobilitat dels seus individus. La selecció dependent de la freqüència és la hipòtesi que diu que, a mesura que un al·lel esdevé més comú, perd aptitud. Això té importància en les relacions hoste-patogen, en què una gran freqüència d'un al·lel defensiu en l'hoste significa que és més probable que el patogen es pugui escampar si és capaç de superar aquest al·lel.